# Бейль, Иоганн Давид
Иоганн Давид Бейль (нем. Johann David Beil; 11 мая 1754, Хемниц, курфюршество Саксония — 12 августа 1794, Мангейм, Margraviate of Baden) — немецкий актёр и драматург.

## Биография
Иоганн Давид Бейль родился 11 мая 1754 года в городе Хемнице.
Уже во время учёбы в средней школе мальчик проявил свой поэтический талант в сочинении сатирических стихотворений. После окончания школы юноша изучал на юридической кафедре Лейпцигского университета право, но потом любовь к театру одержала верх и Бейль стал выступать на театральной сцене.
По личной рекомендации Карла Теодора Дальберга он был принят в придворный театр в Готе, где подружился с Генрихом Бекком и Иффландом, а оттуда переехал на постоянное жительство в Мангейм.
В конце XIX — начале XX века на страницах «Энциклопедического словаря Брокгауза и Ефрона» так описывалось творчество И. Д. Бейля: «Талант его особенно выдавался в характерных комических ролях и в трагедии».
Иоганн Давид Бейль скончался 12 августа 1794 года в Мангейме.

## Избранная библиография
- «Die Spieler» (1785);
- «Die Schauspielerschule» (1786);
- «Armuth und Hoffahrt»;
- «Die Familie Spaden»;
- «Curt von Spartau».